# White (roman)
Pour les articles homonymes, voir White.
White est un roman de l'écrivain française Marie Darrieussecq, édité chez POL en 2003.

## Intrigue
Une expédition européenne part pour six mois en Antarctique, non loin du Pôle Sud. Six mois de solitude dans un environnement hostile, avec à peine deux heures de communication satellite par jour. Parmi les scientifiques, techniciens et ouvriers, Edmée Blanco (ingénieur en télécommunications) et Peter Tomson (chauffagiste), leurs rêves et leurs fantômes...